# Colville-okanagan
Cet article concerne la langue colville-okanagan. Pour le peuple okanagan, voir Okanagan (peuple).
Pour les articles homonymes, voir Okanagan (homonymie).
Le colville-okanagan ou nsyilxcn (nsəlxcín en colville-okanagan) est une langue amérindienne de la famille des langues salish (branche salish de l'intérieur) parlée aux États-Unis, dans l'État de Washington, de Grand Coulee Dam, au Sud, à Kettle Falls, à l'Est, et au Canada en Colombie-Britannique, de Revelstoke, au Nord, à la vallée de la Nicola, à l'Ouest.
La langue est menacée. 
Anthony Mattina, linguiste à l'université du Montana, a rédigé dans les années 1970 et 1980, un dictionnaire du colville-okanagan qui a été publié, en 1987, dans la collection University of Montana Occasional Papers in Linguistics.

## Variétés
Le colville-okanagan constitue une chaîne dialectale, avec deux principaux dialectes.

## Alphabets
| a | c  | c̓  | ə | h | i | k | k̓ | kʷ | k̓ʷ | l | l̓ | ł  | ƛ̓  | m | m̓ | n | n̓ | p  | p̓ | q |
| q̓ | qʷ | q̓ʷ | r | s | t | t̓ | u | w  | w̓  | x | x̌ | xʷ | x̌ʷ | y | y̓ | ʕ | ʕ̓ | ʕʷ | ʔ |   |

La lettre ɬ est utilisée à la place de ł dans certains documents à partir des années 2020.
| a | á   | c  | cʼ | ə | ə́ | ɣ  | ɣʼ | h  | ḥ  | i | í | k | kʼ | kʷ | kʼʷ | l | lʼ | ɬ | ƛʼ | m | mʼ | n  | nʼ | p   |
| t | qʼʷ | qʼ | qʷ | q | r | rʼ | s  | pʼ | tʼ | u | ú | w | wʼ | x  | xʷ  | x̌ | x̌ʷ | y | yʼ | ʔ | ʕ  | ʕʼ | ʕʷ | ʕʼʷ |

## Phonologie

### Voyelles
|         | Antérieure | Centrale | Postérieure |
| ------- | ---------- | -------- | ----------- |
| Fermée  | i [i]      |          | u [u]       |
| Moyenne |            | ə [ə]    |             |
| Ouverte |            | a [a]    |             |

### Consonnes
|               |              | Bilabiale | Dentale  | Latérale | Palatale | Vélaire | Labio.    | Uvulaire | Lab.-uv.  | Pharyn- gale | Phar.-l.  | Glottale |
| ------------- | ------------ | --------- | -------- | -------- | -------- | ------- | --------- | -------- | --------- | ------------ | --------- | -------- |
| Occlusives    | sourdes      | p [p]     | t [t]    |          |          | k [k]   | kw [kʷ]   | q [q]    | qw [qʷ]   |              |           | ʔ [ʔ]    |
| Occlusives    | glottalisées | pʼ [pʼ]   | tʼ [tʼ]  |          |          | kʼ [kʼ] | kwʼ [kʷʼ] | qʼ [qʼ]  | qwʼ [qʷʼ] |              |           |          |
| Fricatives    | sourdes      |           | s [s]    | ɫ [ɬ]    |          | x [x]   | xw [xʷ]   | χ [χ]    | χw [χʷ]   | ʕ [ʕ]        | ʕw [ʕʷ]   | h [h]    |
| Fricatives    | sonores      |           |          |          |          | ɣ [ɣ]   |           |          |           |              |           |          |
| Fricatives    | glottalisées |           |          |          |          | ɣʼ [ɣʼ] |           |          |           | ʕʼ [ʕʼ]      | ʕwʼ [ʕʷʼ] |          |
| Affriquées    | sourdes      |           | c [t͡s]   |          |          |         |           |          |           |              |           |          |
| Affriquées    | glottalisées |           | cʼ [t͡sʼ] | ʎʼ [t͡ɬʼ] |          |         |           |          |           |              |           |          |
| Nasales       | simples      | m [m]     | n [n]    |          |          |         |           |          |           |              |           |          |
| Nasales       | glottalisées | mʼ [mʼ]   | nʼ [nʼ]  |          |          |         |           |          |           |              |           |          |
| Liquides      | simples      |           |          | l [l]    |          |         |           |          |           |              |           |          |
| Liquides      | glottalisées |           |          | lʼ [lʼ]  |          |         |           |          |           |              |           |          |
| Semi-voyelles | simples      | w [w]     |          |          | y [j]    |         |           |          |           |              |           |          |
| Semi-voyelles | glottalisées | wʼ [wʼ]   |          |          | yʼ [jʼ]  |         |           |          |           |              |           |          |